# Cleyera cernua
Cleyera cernua là một loài thực vật có hoa trong họ Pentaphylacaceae. Loài này được (Tul.) Kobuski mô tả khoa học đầu tiên năm 1941.